# Pambolus sharkeyi
Pambolus sharkeyi är en stekelart som först beskrevs av Sergey A. Belokobylskij 1998.  Pambolus sharkeyi ingår i släktet Pambolus och familjen bracksteklar. Inga underarter finns listade i Catalogue of Life.